# Arabia Saudita en los Juegos Paralímpicos de Atlanta 1996
Arabia Saudita estuvo representada en los Juegos Paralímpicos de Atlanta 1996 por dos deportistas masulinos. El equipo paralímpico saudita no obtuvo ninguna medalla en estos Juegos.